# De Havilland DH.106 Comet
Die de Havilland DH.106 Comet war das erste in Serie gebaute Strahlverkehrsflugzeug der Welt. Das erste Strahlverkehrsflugzeug überhaupt war der Prototyp Vickers Type 618 Nene-Viking, der am 6. April 1948 seinen Erstflug absolvierte. Hersteller der Comet war die britische de Havilland Aircraft Company. Das vierstrahlige Flugzeug war als Tiefdecker für zunächst 36 Passagiere ausgelegt, wobei die vier Triebwerke in die Tragflächenwurzeln integriert waren. Der Erstflug des Prototyps fand am 27. Juli 1949 statt; am 4. Oktober 1958 überquerten zwei Comet 4, eine nach Osten und eine nach Westen, als erste Passagierjets den Atlantik im Nonstopflug.

## Geschichte

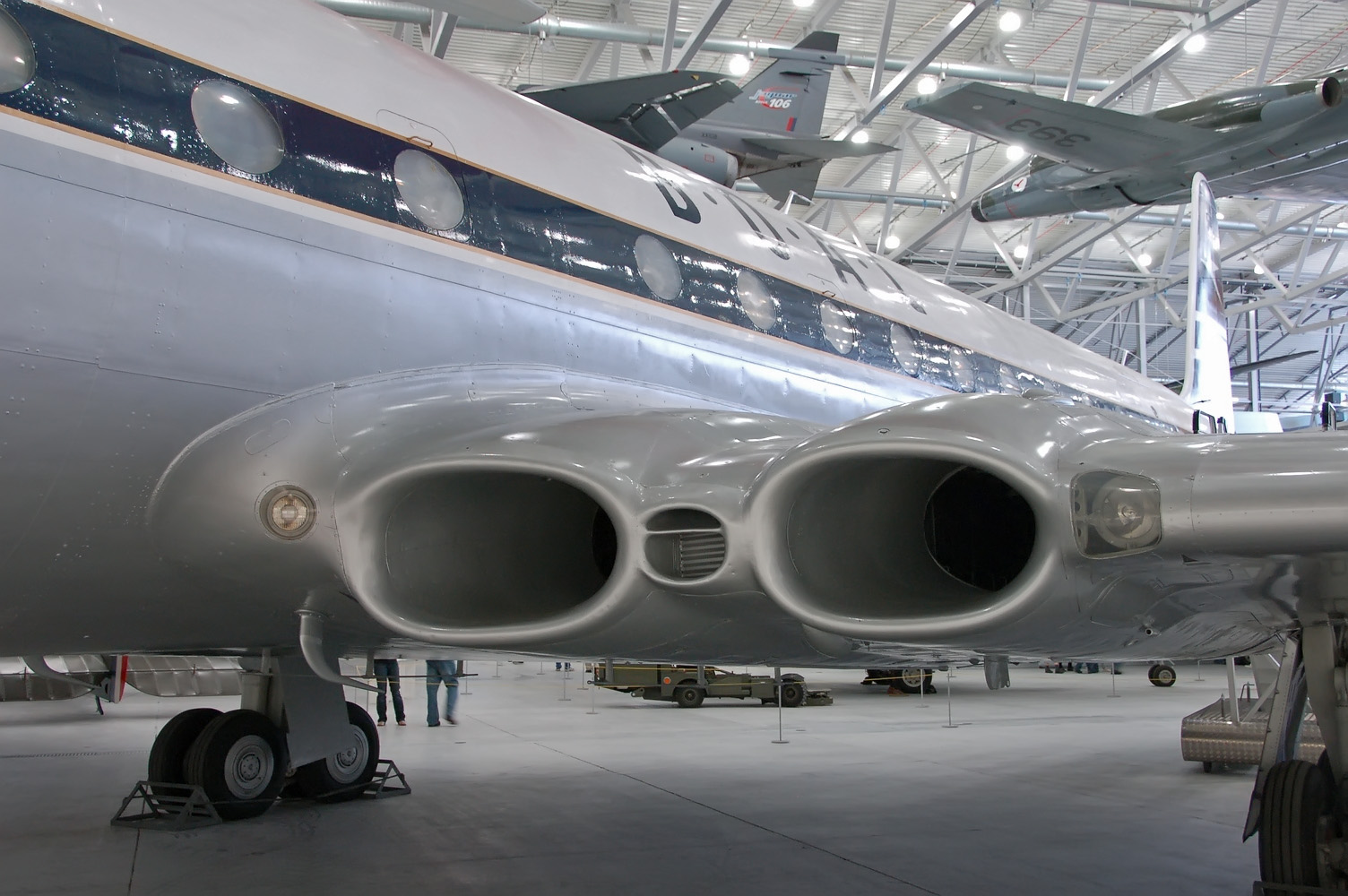
DH.106: Triebwerkseinläufe

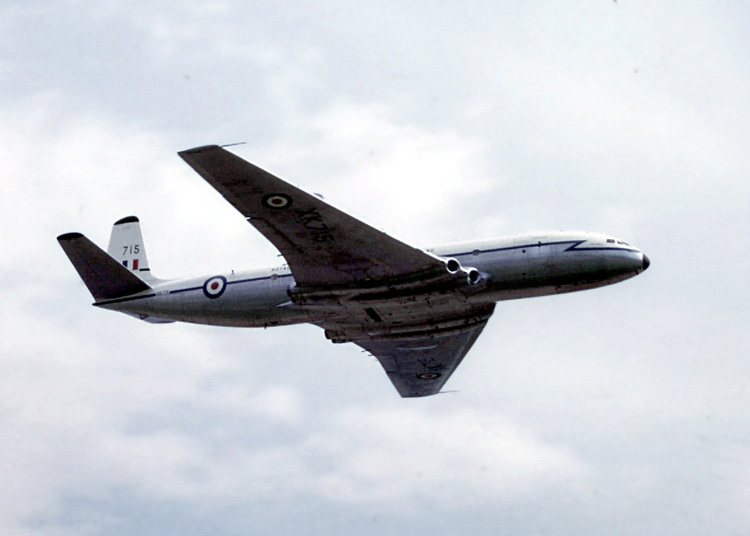
De Havilland Comet

Gegen Ende des Zweiten Weltkrieges entstanden erstmals Pläne für ein ziviles Strahlverkehrsflugzeug. Bereits ab 1942 beschäftigte sich das Brabazon-Komitee um Geoffrey de Havilland, einem bekannten englischen Flugzeugbauer, mit der Entwicklung von Nachkriegsflugzeugen. Aus den vom Brabazon-Komitee unter dem Namen Brabazon IV zusammengefassten Anforderungen resultierte die DH-106 Comet, ein Tiefdecker mit vier de Havilland Ghost-Strahltriebwerken. Der Prototyp der Comet startete am 27. Juli 1949 zum Erstflug.
Am 2. Mai 1952 nahm die British Overseas Airways Corporation (BOAC), die von Anfang an maßgeblich an der Planung beteiligt gewesen war, als erste Gesellschaft weltweit den planmäßigen Liniendienst mit einem Düsenverkehrsflugzeug auf. Der Erfolg der Düsenverkehrsflugzeuge war vorauszusehen. Die Comet verkürzte mit ihrer Reisegeschwindigkeit von 800 km/h die Reisedauer auf die Hälfte, war vibrationsfrei und ruhig. Dies führte schnell zu zahlreichen Bestellungen bei de Havilland.
Bald kam es jedoch zu Unfällen wegen mangelhafter aerodynamischer Leistung beim Start des Flugzeuges. Es mussten einige konstruktive Veränderungen vorgenommen werden. Außerdem wurde die Pilotenschulung verbessert. Nachdem diese Probleme behoben waren, stürzten mehrere Comet 1 aufgrund von Materialermüdung ab, was zeitweise eine weltweite Stilllegung aller Comet-Maschinen zur Folge hatte (siehe Unterkapitel Unfallserie 1953–1954). Dies führte auch zur Stornierung eines im August 1952 erteilten Auftrags der Pan American World Airways über drei Comet 3.
Die Comet waren im ersten Betriebsjahr 104,6 Millionen Meilen geflogen und hatten dabei 28.000 Passagiere befördert.
De Havilland entwickelte weitgehende Verbesserungen, die schließlich als Comet Mk IV in den Varianten Comet 4, 4B und 4C verkauft wurden. Im Betrieb erwiesen sich diese Maschinen als überaus zuverlässig – die britische Marine setzte bis Mitte 2011 auf der Comet 4C basierende Seeaufklärer ein – allerdings war einerseits der Ruf des Typs durch die Probleme mit der Comet 1 beschädigt, andererseits verlor de Havilland durch die Unfallserie und die dadurch notwendige Neuentwicklung wertvolle Zeit, welche die französischen und amerikanischen Konkurrenten Sud Aviation, Boeing und Douglas Aircraft Company nutzen konnten, um ihre Modelle Caravelle, Boeing 707 und Douglas DC-8 auszureifen und erfolgreich am Markt zu platzieren. Als die Comet 4 schließlich im Oktober 1958 den Liniendienst aufnahm, wurden auch die ersten wesentlich größeren und leistungsfähigen 707 in Dienst gestellt, die Caravelle und die DC-8 folgten im Jahr danach.
Bei der Entwicklung der Caravelle wurde zur Beschleunigung des Projektes in einer ersten britisch-französischen Zusammenarbeit die Nase und das Cockpit von der Comet übernommen.

## Unfallserie 1953–1954
1953 und 1954 kam es bei der Comet 1 zu einer Serie von Unfällen, bei denen die Flugzeuge in der Luft zerbrachen.
- Am 2. Mai 1953 zerbrach sechs Minuten nach dem Start vom Flughafen Kalkutta eine Comet 1 (G-ALYV) der BOAC im Steigflug während eines starken Monsunregens 32 Kilometer nordwestlich des Startflughafens. Alle 43 Personen an Bord starben.[5][6] Der Totalverlust der G-ALYV wurde mit dem Durchflug einer schweren Gewitterfront erklärt.

- Am 10. Januar 1954 zerbrach etwa zwanzig Minuten nach dem Start vom Flughafen Rom-Ciampino Richtung London in der Nähe der Insel Elba im Steigflug über dem Mittelmeer die Comet 1 G-ALYP der BOAC aus unbekannter Ursache. Alle 35 Insassen kamen ums Leben. Während der laufenden Untersuchungen wurde über die Comet vorerst ein Flugverbot verhängt. Die Unfallursache konnte zunächst nicht ermittelt werden, obschon die britische Marine nach einem Monat einen großen Teil des Hecks des Flugzeugs sowie einige Rumpfteile aus dem Meer hatte bergen können.[3] Zwei Monate, nachdem das Startverbot wieder aufgehoben worden war, und als die Spezialisten in Farnborough immer noch die Wrackteile von Elba untersuchten,[3] verunglückte am 8. April (siehe unten) eine weitere Comet unter ähnlichen Umständen.[7]

- Am 8. April 1954 kam es zum ähnlich rätselhaften Verlust der G-ALYY der BOAC bei Stromboli in Italien. Gut eine halbe Stunde nach dem Start vom Flughafen Rom-Ciampino zerbrach die durch South African Airways gecharterte Comet 1 und stürzte ins Tyrrhenische Meer – alle 21 Menschen an Bord kamen um. Innerhalb eines Jahres war es der dritte Unfall einer de Havilland Comet unter ähnlichen Umständen. Dem Typ wurde daraufhin die Musterzulassung entzogen. Durch aufwändige Untersuchungen wurde Materialermüdung durch Nutzung der Druckkabine als Unfallursache festgestellt – eine damals neue Erkenntnis. Die Comet wurde umkonstruiert.[8][9]

Erst nach einer äußerst aufwändigen Untersuchung mit einer vollständigen Rumpfstruktur in einem Tauchbecken, in welchem die Zyklen der Druckkabine nachgeahmt wurden, wurde die Ursache gefunden: Das Ausdehnen und Zusammenziehen der Druckkabine beim Aufstieg und Abstieg der Maschine führte zu stark erhöhter Materialermüdung im Bereich der Antenne des Radiokompasses. Nach einer bestimmten Anzahl von Flugzyklen bildeten sich aufgrund der wiederholten Spannungsspitzen Haarrisse (siehe Wöhlerkurve). Dies führte schließlich zu einem plötzlichen Versagen der Struktur, einem damit einhergehenden explosionsartigen Druckverlust und somit zum Totalverlust der Flugzeuge. Hinzu kam, dass die Nietlöcher für die Befestigung nicht wie bisher üblich gebohrt, sondern gestanzt wurden. Durch dieses Verfahren bildeten sich schon bei der Herstellung die besagten mikroskopischen Haarrisse, die sich dann unter Belastung vergrößerten. Die tatsächliche Lebensdauer der Rumpfstruktur erreichte nicht einmal ein Drittel der Sollvorgaben. Das Problem war bei den bisherigen Propellermaschinen trotz Druckkabine nicht aufgetreten, da sie in einer geringeren Höhe und dadurch mit einem geringeren Kabinenüberdruck geflogen wurden. Da der Untersuchungsbericht für die Fiberglas-Abdeckung der Antenne des Radiokompasses das Wort „window“ verwendet, entstand teilweise der falsche Eindruck, die Passagier-Fenster der Comet wären der Grund der Abstürze gewesen. Da die Ecken der bislang rechteckigen Passagier-Fenster dennoch erhöhter Belastung ausgesetzt waren, wurden sie in der Folge durch runde Fenster ersetzt.
Die Flugzeuge der ersten Serien Comet 1 und 2 wurden daraufhin ausgemustert. Die Comet 2 wurden modifiziert und danach von der Royal Air Force eingesetzt.
Die Erkenntnisse der Untersuchung führten zur Verwendung von weicheren Legierungen im Flugzeugbau (die weniger spröde und rissanfällig sind) sowie dem Einbau von Verstärkungen in Flugzeugrümpfe, die ein Ausbreiten eventueller Risse verhindern. Die neuen Erkenntnisse über Materialermüdung führten auch dazu, dass die Konstruktion der Tragflächenstruktur geändert wurde: Bei vielen Flugzeugen werden seither die Tragflächen „vorgespannt“. Sie werden nun auch in Ruheposition vom Fahrwerk – also von unten – belastet. Dies verhindert, dass sich die Tragflächen – im Flugbetrieb von unten belastet – am Boden durch ihr Eigengewicht in die entgegengesetzte Richtung biegen und damit ihre Struktur ermüdet.
Außerdem war die aufwändige Suche nach der Ursache der Unfallserie der Anlass für die Erfindung des Flugschreibers durch den beteiligten Unfallermittler David Warren.

## Versionen

### Comet Mk I
Die ursprüngliche Comet war das erste zivile Flugzeug der Welt mit Strahlantrieb. Zwei Prototypen wurden produziert, die ein Passagierfenster weniger als die späteren Serienmodelle hatten und noch über eine andere Auslegung des Hauptfahrwerks verfügten – an den beiden Beinen des Hauptfahrwerks befand sich nur jeweils ein großes Rad. Für die Serienproduktion wurde diese Konfiguration später abgeändert, so dass an jedem Bein ein Fahrgestell mit vier kleineren Rädern montiert war. Einschließlich der Prototypen wurden nur 21 Comet der Mk-I-Serie hergestellt. Die weitere Produktion wurde nach dem Entzug der Betriebserlaubnis (siehe Unfallserie) eingestellt.
Comet 1

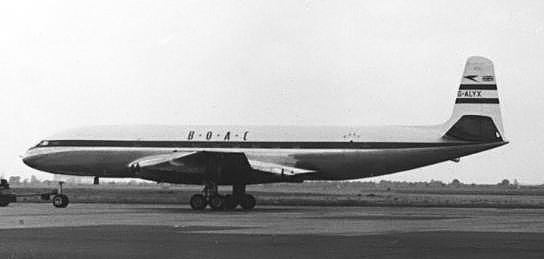
Comet 1 der BOAC am London Heathrow Airport

Die erste Serien-Comet war das Modell Comet 1. Sie erhielt im Gegensatz zu den Prototypen ein Hauptfahrwerk mit jeweils vier kleineren Rädern pro Fahrwerksbein sowie eine abgeänderte Fenster- und Notausstiegskonfiguration. Erstkunde war BOAC, die mit diesem Typ am 2. Mai 1952 den ersten Passagierflug mit einem Düsenstrahlflugzeug durchführte. Die hierfür eingesetzte Maschine mit dem Kennzeichen G-ALYP stürzte am 10. Januar 1954 vor Elba ab. Die Untersuchung dieses Absturzes führte zum Entzug der Betriebserlaubnis für die Comet 1. Allerdings wurde die Flotte vor der endgültigen Aufklärung der Absturzursache wieder freigegeben. Nur zwei Monate nach der Wiederaufnahme des Liniendienstes stürzte eine weitere Maschine der BOAC vor Neapel ins Tyrrhenische Meer. Nach diesem Unfall flog die gesamte Comet-1-Flotte nie wieder. Nur 16 Serien-Comet 1 wurden produziert, von denen fünf Exemplare abstürzten (siehe Unfallserie). Die BOAC hatte insgesamt neun Comets der Serie 1 in ihrer Flotte.
Comet 1A
Die Comet 1A war die erste Weiterentwicklung des Ursprungsmodells und verfügte über verbesserte De-Havilland-Ghost-Triebwerke sowie eine verstärkte Struktur mit einem höheren maximalen Abfluggewicht. Erstkunde war Canadian Pacific Airlines. Insgesamt wurden zehn Comet 1A produziert, von denen drei Exemplare abstürzten.
Comet 1XB
Nachdem die Ursache der Comet-Abstürze gefunden war, wurden vier Exemplare des Typs Comet 1A zu Comet 1XB umgerüstet. Die Umrüstung umfasste eine verstärkte Struktur und ovale Fenster, wie sie später auch bei der Comet 3 und 4 eingebaut wurden. Außerdem wurden verbesserte de-Havilland-Ghost-Triebwerke installiert und das maximale Abfluggewicht erhöht. Die letzte noch vollständig erhaltene Comet 1 ist ein Exemplar dieses Typs, das im RAF Museum Cosford in BOAC-Farben ausgestellt ist (obwohl diese Maschine zunächst bei Air France und nach der Umrüstung zur XB für die Royal Air Force flog, also nie von BOAC betrieben wurde).

### Comet Mk II
Die erste strukturelle Modifikation der Comet stellte die Comet Mk II dar; sie besaß einen gegenüber der Mk I gestreckten Rumpf und abgeänderte Tragflächenvorderkanten. Darüber hinaus wurden ab der Mk II Avon-505-Triebwerke des Zulieferers Rolls-Royce anstatt der von de Havilland selbst hergestellten Ghost eingesetzt. Die Rolls-Royce-Triebwerke waren gegenüber den bisher in der Comet 1 eingesetzten leistungsstärker und leiser.
Comet 2X
Die sechste gebaute Comet 1 wurde zu Testzwecken mit Rolls-Royce-Avon-Triebwerken ausgestattet und als Comet 2X bezeichnet, womit die Maschine zum Prototyp der Comet-Mk-II-Serie wurde. Nach dem Debakel mit den „Raubkopien“ der Nene- und Derwent-Triebwerke in Russland war es der Comet 2 mit Avon-Triebwerke gar verboten, über dem Gebiet der Sowjetunion zu fliegen.
Comet 2
Die kommerzielle Comet 2 wurde nach den Unfällen der Comet 1 nie im Liniendienst geflogen. Fünf bereits fertiggestellte Exemplare wurden verschrottet und drei weitere abgestellt. Alle anderen Comet 2 wurden nach der Klärung der Comet-1-Unfallserie modifiziert (unter anderem mit ovalen Fenstern und Türen ausgestattet) und für die Royal Air Force in verschiedene militärische Varianten (siehe nachfolgende Unterkapitel C.2, T.2, 2R und 2E) umgebaut.
Comet C.2
Rumpf und Kabinenboden dieser militärischen Variante wurden verstärkt und die ursprünglich eckigen durch ovale Fenster ersetzt. Das maximale Abfluggewicht wurde auf 57.878 kg erhöht und Rolls-Royce Avon 117/118 eingebaut. Insgesamt wurden acht Exemplare an die Royal Air Force übergeben, die jedoch jeweils maximal 8000 Start-Lande-Zyklen absolvieren durften, bevor sie außer Dienst gestellt werden mussten.
Comet T.2
Diese Version ist identisch mit der Comet C.2, verfügt jedoch nicht über den verstärkten Kabinenboden. Beide Exemplare dieses Typs wurden später in C.2 umgebaut.
Comet 2R
Der Rumpf dieser Variante war nicht druckbelüftet und verfügte noch über die ursprünglichen eckigen Comet-Fenster. Die Materialermüdung an den eckigen Fenstern der Comet 1 trat auf, da diese über einen druckbelüfteten Rumpf verfügte, was das Material wesentlich stärker beanspruchte. Ohne Druckbelüftung konnte bei der Comet 2R auf den Einbau neuer Fenster und Türen verzichtet werden. Als Antrieb dienten Rolls-Royce Avon 117. Eine Comet C.2 wurde später zur Comet 2R umgerüstet.
Comet 2E
Bei der Comet 2E handelte es sich um eine Comet C.2 mit anderen Triebwerken. Die äußeren beiden Triebwerke waren Rolls-Royce Avon 524, wie sie später auch bei der Comet 4 eingesetzt wurden. Die beiden inneren Triebwerke waren Avon 505.

### Comet Mk III

Dreiseitenriss der Comet 4B

Die erste weitergehende Weiterentwicklung der ursprünglichen Comet-Konstruktion trug die Bezeichnung Comet Mk. III, bzw. Comet 3. Nach der Unfallserie der Comet 1 wurde das Projekt aus finanziellen Gründen vorzeitig abgebrochen. Nur ein Exemplar wurde fertiggestellt und diente später als Entwicklungsbasis für die Comet Mk. IV.
Comet 3
Die Comet 3 bekam gegenüber der Comet 1 einen um etwa 5,5 Meter gestreckten Rumpf, ovale Fenster und Türen sowie Rolls-Royce-Avon-523-Triebwerke. Darüber hinaus bekam die Comet 3 die später für die Comet Mk IV typischen Tragflächenspitzentanks, die als größere Ausbuchtungen an den äußeren Vorderkanten der Tragflächen sichtbar sind. Kleinere Veränderungen wurden auch an den Triebwerksauslässen vorgenommen, um so Korrosion und Lärmbelastung zu verringern. Der Erstflug des Prototyps (Kennzeichen G-ANLO) fand am 24. Juni 1954 statt, das Projekt wurde jedoch wegen der Probleme der Comet 1 nicht weiterverfolgt und stattdessen die Entwicklung der wesentlich verbesserten Comet Mk IV in Angriff genommen. Zehn in Bau befindliche Comet 3 wurden verschrottet, so dass der Prototyp die einzige Comet 3 blieb, die je flog.
Comet 3B
Der Prototyp der Comet 3 (Kennzeichen G-ANLO) wurde 1958 auf den technischen Stand der Comet 4B gebracht. Die wesentlichste Änderung war die Entfernung der Tragflächenspitzentanks. Die einzige Comet 3 wurde somit zur einzigen Comet 3B.

### Comet Mk IV
De Havilland versuchte nach den vorangehenden Misserfolgen aufgrund der Materialermüdungsprobleme der ersten Serien mit einer wesentlich weiterentwickelten Version der Comet, genannt Comet Mk IV bzw. Comet 4, diesen Typ doch noch erfolgreich im Markt für zivile Düsenflugzeuge zu etablieren. Nach den Rückschlägen der Comet 1 war jedoch viel Zeit verloren gegangen, und die US-amerikanischen Konkurrenten Boeing und Douglas hatten die Gelegenheit genutzt und die Boeing 707, bzw. die Douglas DC-8 erfolgreich vermarktet.
Am 4. Oktober 1958 überquerten zwei Comet 4, eine nach Osten und eine nach Westen, als erste Passagierjets den Atlantik im Nonstopflug.
Die Comet 4 basierte auf den Abmessungen der Comet 3, wurde gegenüber dieser jedoch nennenswert umkonstruiert. So erhielt die Comet 4 einen Rumpf aus einer anderen Aluminiumlegierung, verbesserte Rolls-Royce-Avon-Triebwerke sowie ein wesentlich höheres maximales Abfluggewicht. Von allen Comet-Mk-IV-Varianten wurden insgesamt 74 Exemplare hergestellt, von denen das letzte im Jahr 1964 ausgeliefert wurde. Bereits 1965 begann BOAC, die ersten Maschinen wieder auszumustern.

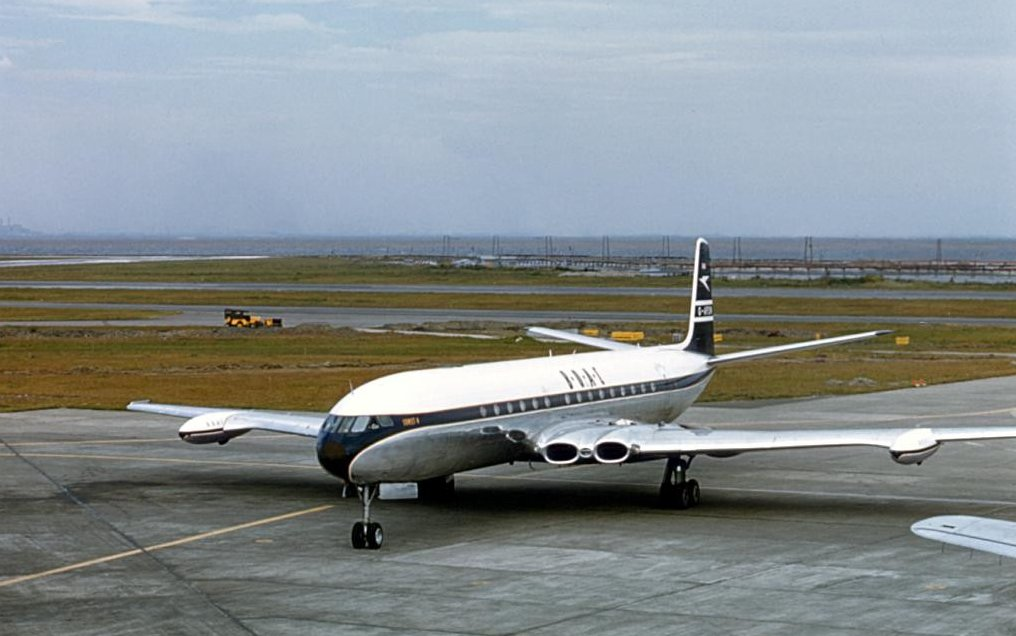
Comet 4
Die erste Variante der Comet Mk-IV-Serie. Die Comet 4 basierte auf der Auslegung der Comet 3, verfügte jedoch über eine verstärkte Struktur, ein höheres maximales Abfluggewicht und verbesserte Rolls-Royce-Avon-524-Triebwerke. Der Erstflug erfolgte am 27. April 1958, und schon im Oktober 1958 konnte BOAC das erste Exemplar in Betrieb nehmen. Diese kurze Zeit zwischen Erstflug und Indienststellung war möglich geworden, da ein Großteil der Zulassungstests bereits zuvor erfolgreich durch die Comet 2E und den Comet-3-Prototyp absolviert werden konnte. Wie schon die Comet 3 verfügte die Comet 4 über zwei Spitzentanks an den äußeren Vorderkanten der Tragflächen. Von dieser Variante wurden insgesamt 28 Exemplare gebaut.
Comet 4A
Im Juni 1956 wurde die Entwicklung dieser Kurzstreckenvariante der Comet 4 bekannt gegeben. Der Rumpf wurde gegenüber der Comet 4 gestreckt, während die Tragflächen verkleinert wurden und auch das maximale Abfluggewicht geringer war. Die Entwicklung dieser Variante wurde eingestellt, als der einzige Kunde, Capital Airlines, die Bestellung stornierte.
Comet 4B

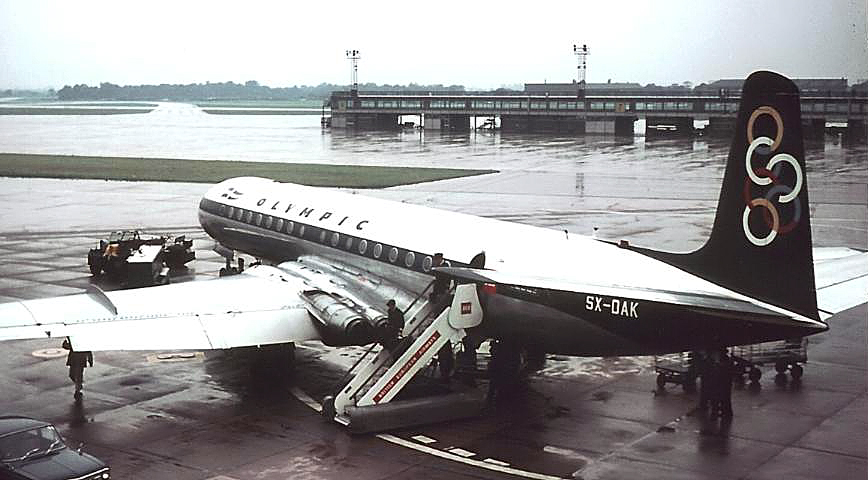
Eine Comet 4 B der Olympic

Nachdem die Comet 4A nie das Reißbrett verlassen hatte, entwickelte de Havilland die Comet 4B, die wie bereits die Comet 4A als Kurzstreckenvariante ausgelegt war. Die kürzeren Tragflächen der Comet 4A wurden beibehalten, allerdings wurden die für diesen Typ noch vorgesehenen Tragflächenspitzentanks entfernt. Außerdem wurde der Rumpf nochmals gestreckt und als Antrieb weiter verbesserte Rolls-Royce Avon 525(B) installiert. Die äußeren beiden Triebwerke wurden mit Schubumkehrklappen ausgestattet, womit die Comet 4B die erste Comet-Variante war, die eine Schubumkehr besaß. Die erste von insgesamt 18 gebauten Comet 4B absolvierte ihren Erstflug am 27. Juni 1959.
Comet 4C
Die Comet 4C war im Wesentlichen eine Comet 4B mit den Tragflächen der Comet 4. Wie letztere besaß die Comet 4C wieder Tragflächenspitzentanks zur Erhöhung der Reichweite. Angetrieben wurde die Comet 4C wie schon die Kurzstreckenvariante Comet 4B von vier Rolls-Royce-Avon-525B-Turbojets. Insgesamt wurden 23 Maschinen dieses Typs gebaut, von denen das erste Exemplar am 31. Oktober 1959 zum Jungfernflug startete.
Comet C.4
Die von der Royal Air Force betriebenen Comet 4C erhielten die Bezeichnung „Comet C.4“. Die Innenausstattung wurde gegenüber der normalen Passagierversion abgewandelt, die technischen Merkmale waren jedoch identisch. Für die britischen Luftstreitkräfte wurden insgesamt fünf Comet C.4 gebaut.

### Comet Mk V (Projekt)

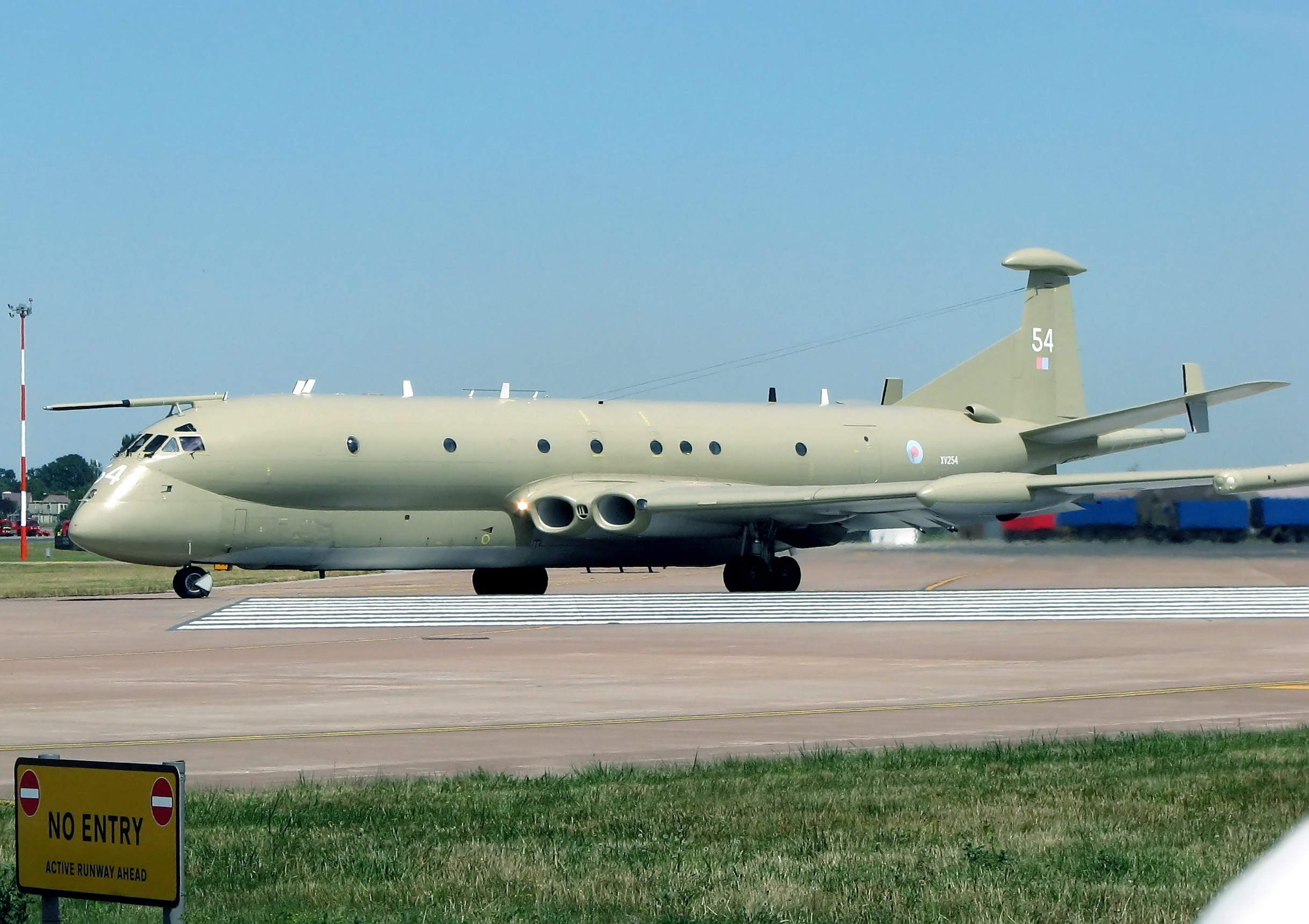
Eine Nimrod MR2

Kurzzeitig verfolgte de Havilland ein Projekt mit der Bezeichnung „Comet 5“. Obwohl es auch den Namen Comet trug, hätte es sich letztlich um ein fast vollständig anderes Flugzeug gehandelt. Der Rumpf sollte verbreitert werden, um bis zu fünf Passagiere in einer Reihe unterbringen zu können, die Tragflächen sollten eine stärkere Pfeilung und Rolls-Royce-Conway-Triebwerke erhalten, die nicht mehr in den Tragflächenwurzeln, sondern mit sogenannten Pods auf den Flächen montiert worden wäre (ähnlich wie dies später bei der VFW 614 umgesetzt wurde). Die Comet 5 war somit in Größe und Konfiguration ähnlich ausgelegt wie die US-amerikanischen Konkurrenten Boeing 707 und Douglas DC-8. Das Verkehrsministerium versagte jedoch die finanzielle Unterstützung, weshalb de Havilland sich entschloss, das Projekt nicht weiter zu verfolgen. BOAC, die der Comet 5 von Beginn an kritisch gegenüberstanden, bestellten stattdessen mit britischen Rolls-Royce-Conway-Motoren ausgestattete Boeing 707-420.

### Nimrod Seeaufklärer
In den späten 1960er Jahren entwickelte die britische Royal Air Force auf Basis der Comet das Aufklärungsflugzeug Nimrod. Hierfür wurden modernste Kommunikations- und Aufklärungssysteme installiert sowie die Reichweite auf bis zu 11.000 Kilometer verlängert. Ab 2002 wurden die Maschinen grundlegend überarbeitet und sollten noch mindestens 15 weitere Jahre im Einsatz sein. Jedoch wurden sie bis Sommer 2011 außer Dienst gestellt.
Daneben wurde eine fast vollständige Neuentwicklung unter der Bezeichnung MRA4 geplant, aber nicht realisiert.

## Nutzung

### Zivile Nutzer

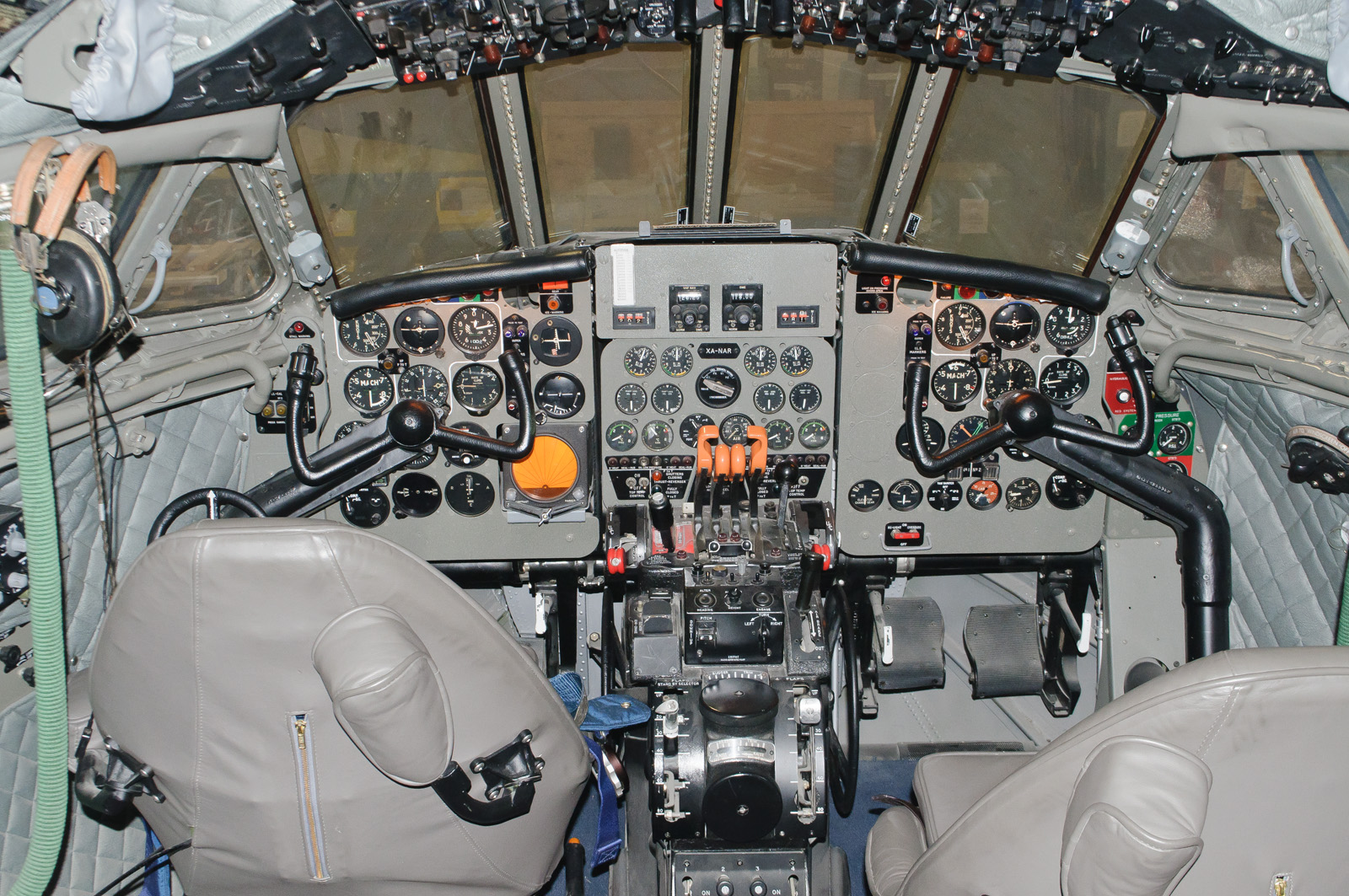
Klassisches Uhrencockpit der N888WA (Mexicana)

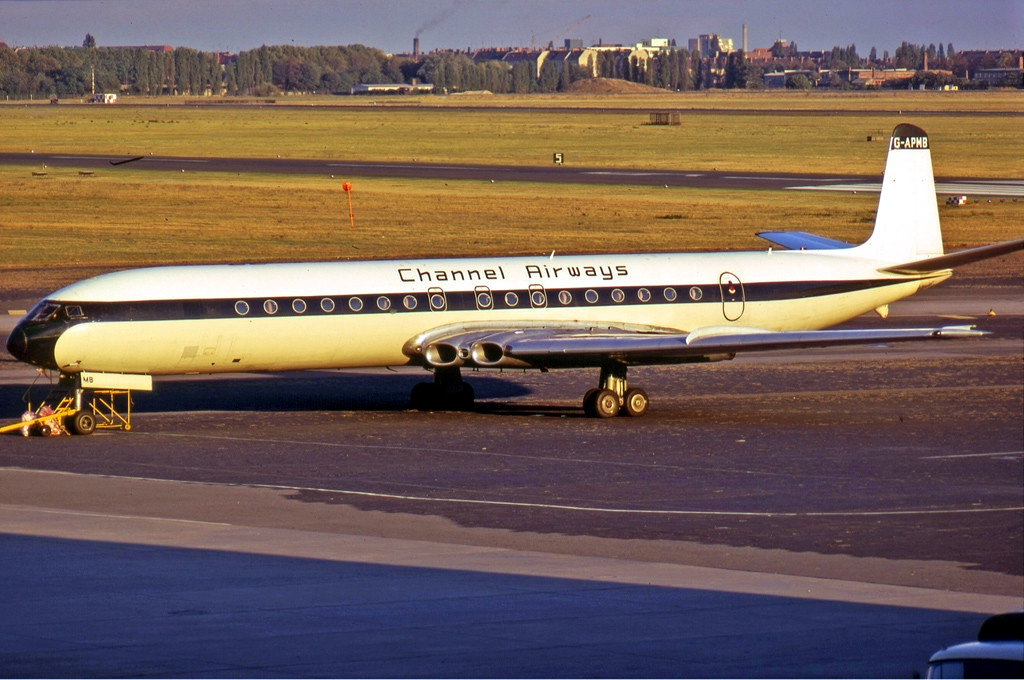
Eine de Havilland Comet der Channel Airways auf dem Flughafen Berlin-Tegel im Jahr 1971

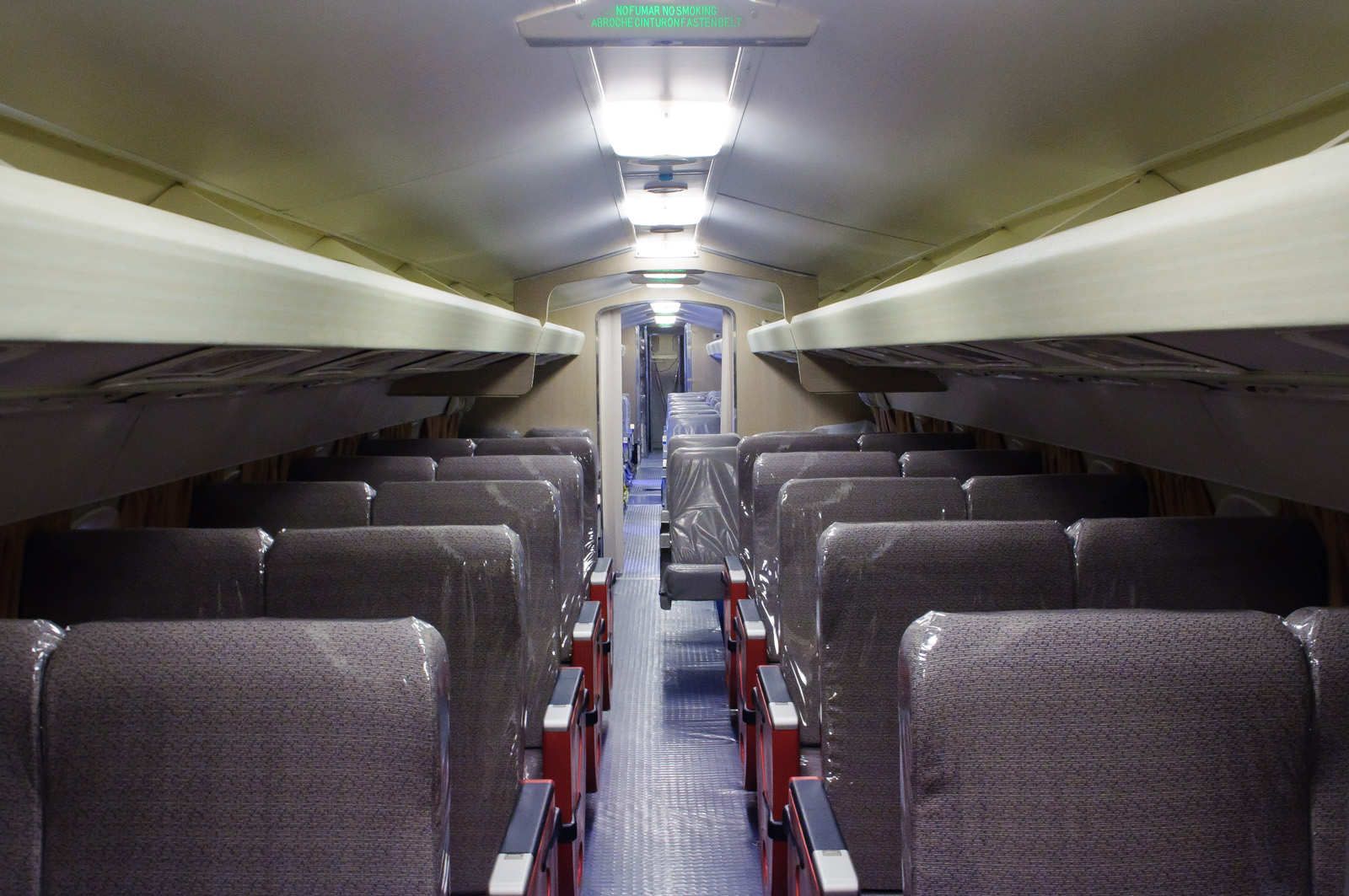
Kabine einer Comet 4C

Nach der Liniendienstaufnahme der wesentlich verbesserten Comet 4 im August 1958 wurde schon gut sechs Jahre später, im Jahr 1964, die letzte Comet ausgeliefert. Schon im Jahr darauf begann die britische BOAC, die ersten Maschinen dieses Typs wieder aus der Flotte zu entfernen.
Die Comet flog nur bei wenigen Gesellschaften (etwa 24, was bereits einige Staats- und Präsidentenmaschinen einschließt) sowie der kanadischen und der britischen Luftwaffe. Zivile Kunden der Comet waren unter anderem BOAC, Air France, BEA, Malaysia-Singapore Airlines (Vorläufer von Singapore Airlines), MEA, Mexicana, Olympic und United Arab Airlines.
Die meisten zivilen Comet waren Anfang der 1970er Jahre bereits wieder aus den Flotten der Luftfahrtgesellschaften verschwunden. Nur die britische Dan-Air London hielt noch relativ lange an dem bei ihr 1966 eingeführten Typ fest. Sie hatte die weltweit größte Comet-Flotte betrieben; insgesamt 47 Stück befanden sich in ihrem Besitz. Davon flogen 33 im aktiven Dienst (13 × Comet 4, 11 × 4B und 9 × 4C), 14 Maschinen wurden nur als Ersatzteilspender ausgeschlachtet (5 × Comet 4, 3 × 4B und 6 × 4C). Diese Gesellschaft führte am 9. November 1980 auch den letzten Passagierflug mit einer Comet (einer Comet 4C) durch. Der allerletzte Flug einer zivilen Comet fand am 30. September 1981 statt, als eine Comet 4C von Lasham zu einem Flugzeugmuseum in East Fortune überführt wurde.

### Militärische Nutzer
- Kanada

Royal Canadian Air Force
- Vereinigtes Königreich

Royal Air Force
Royal Aircraft Establishment
Die auf der Basis RAF Lyneham stationierte 216. Squadron war der Hauptnutzer in der Royal Air Force. Sie setzte Comet von Juni 1956 in den Versionen C.2 und ab 1962 C.4 bis 1976 ein. Eine ihrer Aufgaben waren monatliche Verbindungsflüge zu den britischen Garnisonen in Südwest- und Südost-Asien. Der letzte Flug einer Comet fand am 30. Oktober 1997 statt. Die Comet 4C mit dem Kennzeichen XS235 gehörte zuletzt der Defence Evaluation and Research Agency des britischen Verteidigungsministeriums und wurde von Boscombe Down zum Bruntingthorpe Aerodrome überführt. Noch bis 2011 im Dienst waren allerdings die auf der Comet 4C basierenden Nimrod-Aufklärungsflugzeuge der britischen Royal Air Force.

## Weitere Zwischenfälle

### Zwischenfälle im Flugbetrieb
Vom Erstflug 1949 bis zum Einsatzende 1981 kam es mit De Havilland Comet zu 25 Totalschäden. Bei 12 davon kamen 492 Menschen ums Leben. Auszüge:
- Am 3. März 1953 nahmen die Piloten einer Comet 1A (Luftfahrzeugkennzeichen CF-CUN) der Canadian Pacific Airlines beim Start vom Militärflugplatz Karatschi-Mauripur (Pakistan) die Flugzeugnase zu steil nach oben; die Maschine schoss über das Bahnende hinaus und stürzte in ein ausgetrocknetes Flussbett. Die Maschine befand sich auf ihrem Auslieferungsflug nach Kanada. Alle 11 Insassen kamen ums Leben. Es war der erste tödliche Unfall eines Passagier-Jets (siehe auch Flugunfall einer de Havilland DH.106 Comet der Canadian Pacific Airlines in Karatschi 1953).[17][18]

- 2. Mai 1953: siehe oben, Unfallserie 1953–1954

- Am 25. Juni 1953 überrollte eine aus Paris kommende Comet 1A der Union Aéromaritime de Transport (UAT) (F-BGSC) bei der Landung auf dem Flughafen Dakar-Yoff das Landebahnende. Sie kreuzte dabei einen Entwässerungsgraben, was zum Verlust ihres Fahrwerks führte, und blieb rund 40 Meter hinter dem Landebahnende auf dem Rumpf liegen. Alle zehn Passagiere und sieben Besatzungsmitglieder überlebten. Die erst acht Wochen alte Maschine wurde irreparabel beschädigt.[19]

- Am 25. Juli 1953 geriet am Flughafen Kalkutta eine Comet 1 der BOAC (G-ALYR) beim Rollen auf unbefestigten Boden, wobei das rechte Fahrgestell nach oben durch den Flügel gedrückt wurde, was zum Totalschaden führte. Auslöser war eine Fehlkonstruktion der Scheinwerfer der Comet. Die Schalter für rechten und linken Landescheinwerfer mussten abwechselnd ein- und ausgeschaltet werden, um das Schmelzen der Lampen zu verhindern. Die Schalter lagen hinter dem Sitz des Kapitäns, der zum Betätigen das Bugradsteuer loslassen musste. Alle 42 Personen an Bord blieben unverletzt.[20]

- 10. Januar 1954: siehe oben, Unfallserie 1953–1954

- 8. April 1954: siehe oben, Unfallserie 1953–1954

- Am 27. August 1959 wurde eine Comet 4 der Aerolíneas Argentinas (LV-AHP) etwa neun Kilometer vor dem Flughafen Asunción (Paraguay) in den Boden geflogen, nachdem die Piloten beim Landeanflug die Mindestsinkflughöhe unterschritten hatten. Von den 50 Insassen kamen zwei ums Leben, ein Crewmitglied und ein Passagier.[21]

- Am 23. November 1961 verunglückte eine Comet 4 der Aerolíneas Argentinas (LV-AHR) kurz nach dem Start vom Flughafen Viracopos. Das Flugzeug stieg bei dem nächtlichen Start in Wolken auf rund 100 Meter, bevor es an Höhe verlor, mit Bäumen kollidierte und zwei Kilometer vom Flughafen entfernt abstürzte. Die Comet 4 kam zuvor aus Buenos Aires und sollte nach dem Zwischenstopp in Viracopos über Port of Spain nach New York weiterfliegen. Beim Absturz kamen alle 52 Personen an Bord, 40 Fluggäste und zwölf Besatzungsmitglieder, ums Leben. Eine technische Ursache für den Unfall konnte nicht gefunden werden.[22]

- Am 21. Dezember 1961 ging eine Comet 4B der British European Airways (BEA) (G-ARJM) auf dem Flug vom Flughafen Ankara-Esenboğa nach Nikosia unmittelbar nach dem Abheben in eine extrem steile Fluglage über, erlitt einen Strömungsabriss und sank zu Boden. Als Ursache wird eine Fehlfunktion des künstlichen Horizonts auf der Seite des Kapitäns vermutet. Von den 34 Menschen an Bord kamen 27 ums Leben (siehe auch British-European-Airways-Flug 226).[23]

- Am 19. Juli 1962 zerschellte eine Comet 4C der ägyptischen Fluggesellschaft United Arab Airlines (heute Egypt Air) (SU-AMW) am Khao Yai Mountain, Thailand. Keine der 26 Personen an Bord überlebte diesen Controlled flight into terrain (siehe auch United-Arab-Airlines-Flug 869).

- Am 27. Juli 1963 stürzte eine Comet 4C der ägyptischen United Arab Airlines (heute Egypt Air) (SU-ALD) beim Nachtanflug während schwerer Turbulenz etwa 10 Kilometer westnordwestlich des Flughafens Bombay ins Meer. Alle 63 Menschen an Bord kamen ums Leben; das Wrack wurde nicht gefunden.[24]

- Am 12. Oktober 1967 stürzte eine Comet 4 der British European Airways (BEA) (G-ARCO) auf dem Flug von Athen nach Nikosia nach einer Bombenexplosion 35 Kilometer südlich von Demre (Türkei) ins Mittelmeer. Alle 66 Menschen an Bord kamen ums Leben.[25]

- Am 14. Januar 1970 machten die Piloten einer Comet 4C der ägyptischen United Arab Airlines (heute Egypt Air) (SU-ANI) auf dem Flughafen Addis Abeba (Äthiopien) eine Bruchlandung. Sie waren trotz niedriger Wolken unter die Entscheidungshöhe geflogen, flogen in niedrigster Höhe von unter 50 Metern noch Kurven und setzten die Maschine erst nach der halben Landebahnlänge auf. Dabei stürzte die Comet ab und wurde zerstört. Dennoch überlebten alle 14 Insassen, neun Besatzungsmitglieder und 5 Passagiere, den Unfall.[26]

- Am 9. Februar 1970, nur knapp 4 Wochen nach dem letzten Totalverlust einer Comet der ägyptischen United Arab Airlines (heute Egypt Air), kam es an einer Comet 4C der United Arab Airlines (SU-ALE) beim Start vom Flughafen München-Riem zum Schütteln der Maschine, wahrscheinlich durch Vereisung. Obwohl das Flugzeug schon höher als 10 Meter in der Luft war, brach der Kapitän den Start wieder ab. Zwangsläufig überrollte das Flugzeug daraufhin das Landebahnende und raste durch einen Zaun und einen Graben. Das Fahrwerk wurde abgerissen, Feuer brach aus. Dennoch überlebten alle 23 Insassen, neun Besatzungsmitglieder und 14 Passagiere, den Unfall. Das Flugzeug wurde zerstört.[27]

- Am 3. Juli 1970 flog eine aus Manchester kommende Comet 4 der britischen Dan-Air (G-APDN) beim Landeanflug auf den Flughafen Barcelona nordöstlich des Platzes in der Sierra del Montseny südwestlich von Arbúcies gegen einen Berg. Alle 112 Menschen an Bord kamen ums Leben, am Unfallort wurden darüber hinaus die Überreste eines 113. Opfers gefunden, dessen Identität nie geklärt werden konnte. Dies war der Comet-Unfall mit den meisten Todesopfern. Ursachen waren Navigationsfehler der Piloten sowie falsche Anweisungen seitens der Flugsicherung (siehe auch Dan-Air-Flug 1903).[28]

- Am 3. Juli 1970 wurde eine Comet 4 der britischen Dan-Air (G-APDL) bei einem Trainingsflug auf dem Flughafen Newcastle mit eingefahrenem Fahrwerk gelandet. Die Bauchlandung kam zustande, weil die Besatzung beim Üben einer Landung mit eingefahrenen Landeklappen die Checkliste vor der Landung vergessen hatte. Alle 11 Insassen überlebten den Unfall. Das Flugzeug wurde jedoch irreparabel beschädigt.[29]

- Am 2. Januar 1971 streifte die Comet 4C SU-ALC der United Arab Airlines (heute Egypt Air) beim Anflug auf den Flughafen Tripolis in einer Flughöhe von knapp 120 Meter eine Düne. Bei diesem Controlled flight into terrain starben alle Personen an Bord, acht Passagiere und acht Besatzungsmitglieder.[30]

### Totalschäden durch kriegerische Handlungen
In der Nacht vom 28. auf den 29. Dezember 1968 landeten israelische Kommandotruppen auf dem Beiruter Flughafen und sprengten 14 Flugzeuge verschiedener, meist libanesischer Fluggesellschaften, darunter auch 8 Maschinen der MEA, sowie Treibstofflager als Vergeltung für einen palästinensischen Angriff auf ein israelisches Flugzeug am 26. Dezember 1968 in Athen.
Im Einzelnen wurden bei dieser Aktion auch folgende De Havilland Comet 4C der Middle East Airlines zerstört:
- OD-ADQ, Baunummer 6446
- OD-ADR, Baunummer 6445
- OD-ADS, Baunummer 6448.

## Technische Daten
| Kenngröße            | Comet 1                                    | Comet 1A                                   | Comet 1XB                                | Comet 2                               | Comet 3                               | Comet 4                               | Comet 4B                               | Comet 4C                               |
| -------------------- | ------------------------------------------ | ------------------------------------------ | ---------------------------------------- | ------------------------------------- | ------------------------------------- | ------------------------------------- | -------------------------------------- | -------------------------------------- |
| Erstflug             | 27. Juli 1949                              | 11. August 1952                            | Februar 1957                             | 27. August 1953                       | 19. Juli 1954                         | 27. April 1958                        | 27. Juni 1959                          | 31. Oktober 1959                       |
| Besatzung            | 4                                          | 4                                          | 4                                        | 4                                     | 4                                     | 4                                     | 4                                      | 4                                      |
| max. Sitzanzahl      | ca. 60                                     | ca. 70                                     | ca. 70                                   | ca. 70                                | 106                                   | 109                                   | 119                                    | 119                                    |
| typische Sitzanzahl  | 36                                         | 44                                         | 44                                       | 44                                    | 58                                    | 56                                    | 71                                     | 79                                     |
| Länge                | 28,61 m                                    | 28,61 m                                    | 28,61 m                                  | 29,53 m                               | 33,98 m                               | 33,98 m                               | 35,97 m                                | 35,97 m                                |
| Spannweite           | 34,98 m                                    | 34,98 m                                    | 34,98 m                                  | 34,98 m                               | 34,98 m                               | 34,98 m                               | 32,83 m                                | 34,98 m                                |
| Rumpfdurchmesser     | 2,97 m                                     | 2,97 m                                     | 2,97 m                                   | 2,97 m                                | 2,97 m                                | 2,97 m                                | 2,97 m                                 | 2,97 m                                 |
| Flügelfläche         | 188,30 m²                                  | 188,30 m²                                  | 188,30 m²                                | 188,30 m²                             | 197,04 m²                             | 197,04 m²                             | 191,30 m²                              | 197,04 m²                              |
| Flügelstreckung      | 6,5                                        | 6,5                                        | 6,5                                      | 6,5                                   | 6,2                                   | 6,2                                   | 5,6                                    | 6,2                                    |
| Pfeilung             | 20°                                        | 20°                                        | 20°                                      | 20°                                   | 20°                                   | 20°                                   | 20°                                    | 20°                                    |
| Höhe                 | 8,70 m                                     | 8,99 m                                     | 8,99 m                                   | 8,99 m                                | 8,99 m                                | 8,99 m                                | 8,99 m                                 | 8,99 m                                 |
| Nutzlast             | 5.670 kg                                   | 5.350 kg                                   | 5.350 kg                                 | 6.125 kg                              | 9.160 kg                              | 9.200 kg                              | 10.930 kg                              | 10.930 kg                              |
| max. Startmasse      | 47.620 kg                                  | 52.160 kg                                  | 53.070 kg                                | 54.430 kg                             | 65.760 kg                             | 73.480 kg                             | 71.610 kg                              | 73.480 kg                              |
| Reisegeschwindigkeit | 725 km/h                                   | 725 km/h                                   | 725 km/h                                 | 770 km/h                              | 805 km/h                              | 805 km/h                              | 850 km/h                               | 805 km/h                               |
| Dienstgipfelhöhe     | 12.800 m                                   | 12.800 m                                   | 12.800 m                                 | 12.800 m                              | 12.200 m                              | 12.200 m                              | 11.500 m                               | 11.900 m                               |
| Reichweite           | 2.415 km                                   | 2.850 km                                   | 2.850 km                                 | 4.065 km                              | 4.345 km                              | 5.190 km                              | 4.025 km                               | 6.900 km                               |
| Strahltriebwerke 4 × | de Havilland Ghost 50 Mk1 je 22,2 kN Schub | de Havilland Ghost 50 Mk2 je 22,8 kN Schub | de Havilland Ghost 50 Mk4 je 23 kN Schub | Rolls-Royce Avon 503 je 32,5 kN Schub | Rolls-Royce Avon 523 je 44,5 kN Schub | Rolls-Royce Avon 524 je 46,7 kN Schub | Rolls-Royce Avon 525B je 46,7 kN Schub | Rolls-Royce Avon 525B je 46,7 kN Schub |
| Stückzahl            | 111                                        | 10                                         | 4 (umgerüstete 1A)                       | 22                                    | 1                                     | 28                                    | 18                                     | 282                                    |

- 1) einschließlich zweier Prototypen, die sich in Fensteranordnung und Fahrwerkskonfiguration von den späteren Serienmodellen unterschieden
- 2) einschließlich fünf Comet C4 der Royal Air Force

## Erhaltene Exemplare

### Comet 1
- Die einzige noch vollständig erhaltene Comet 1 ist eine Comet 1XB, die im RAF Museum Cosford ausgestellt ist. Sie trägt die BOAC-Farben und das Luftfahrzeugkennzeichen G-APAS, obwohl die Maschine zunächst an Air France ausgeliefert und nach dem Umbau zur Comet 1XB von der britischen Regierung eingesetzt wurde, also nie für BOAC flog.
- Die Nase der ehemaligen BOAC Comet 1A G-ANAV ist im Londoner Science Museum ausgestellt, während der Rumpf der ehemaligen Air France Comet 1A F-BGNX im De Havilland Aircraft Heritage Centre in Hertfordshire erhalten geblieben ist.

### Comet 2
- Die Comet C.2 „Sagittarius“ (Kennzeichen XK699, spätere Wartungsnummer 7971M) ist derzeit am Eingang zur Royal-Air-Force-Basis Lyneham in Wiltshire ausgestellt. Lyneham war zuvor die Einsatzbasis aller Comets der britischen Luftstreitkräfte.

### Comet 4
- Eine Comet 4B (Kennzeichen G-APYD) ist in der Außenstelle des Science Museum in Wroughton, Wiltshire ausgestellt.
- Eine Comet 4C (US-Kennzeichen N888WA) befindet sich in BOAC-Lackierung im Museum of Flight in Seattle, wo sie derzeit restauriert wird.
- Eine Comet 4C (Kennzeichen N777WA) ist im Parque Zoológico Irapuato in Mexiko ausgestellt.
- Eine Comet 4C (Kennzeichen G-APDB) ist in den Farben der Dan-Air im Imperial War Museum Duxford ausgestellt. Die Maschine ist Bestandteil des sogenannten Flight Line Display und somit zu bestimmten Zeiten auch von innen zu besichtigen.
- Eine Comet 4C (Kennzeichen G-BDIW) ist in den Farben der Dan-Air in der Flugausstellung Leo Junior in Hermeskeil ausgestellt.
- Eine Comet 4C (Kennzeichen G-BDIX) ist in den Farben der Dan-Air im Museum of Flight in East Lothian, Schottland ausgestellt.
- Die als letzte im Jahr 1997 geflogene Comet 4C (Canopus, Kennzeichen XS235) wird am Bruntingthorpe Aerodrome (Großbritannien) in betriebstauglichem Zustand gehalten. Die Maschine führt regelmäßig sogenannte high speed taxi runs durch (Taxi-Läufe über die Startbahn mit hoher Geschwindigkeit).